# 1951 год в автомобилестроении
Список событий в автомобилестроении в 1951 году.

## События
- 2 апреля — на автосалоне в Турине был представлен автомобиль Lancia Aurelia[англ.]. Выпускавшаяся до 1958 года модель отличилась в национальных и международных автомобильных соревнованиях и стала настоящим успехом компании Лянча[1].
- 19 апреля — был представлен первый «настоящий» послевоенный автомобиль BMW 501, прозванный «Ангел барокко» (Barockengel) из-за плавных, изогнутых линий кузова. Модель имела устаревшую конструкцию и использовала довоенный двигатель. А настоящим он был, потому что в Советской зоне оккупации довоенные BMW начали собирать ещё в 1945-м. После разрешения вопроса о праве на торговую марку, последние были переименованы в EMW от Eisenacher Motorenwerk, Моторный завод в Эйзенахе[2].
- 1 августа — выпущен первый Тойота Лэнд Крузер серии BJ. Во время войны в Корее американское правительство объявило конкурс среди автомобильных компаний Японии на разработку аналога Джипа. Созданный на базе грузовичка Лэнд Крузер оказался больше, мощнее и быстрее Джипа. Но наладить массовый выпуск автомобилей так и не удалось, всего до 1955 года, когда появилась модель второго поколения, было изготовлено около тысячи машин[3].
- 29 августа — в Музее современного искусства в Нью-Йорке открылась первая экспозиция, посвященная автомобилям. Восемь автомобилей из Европы и Америки были выбраны за их прекрасный внешний вид, показывающий, как можно объединить колёса, мотор и пассажирский салон в единый гармоничный образ. Помимо «живых» автомобилей, на выставке были представлены фотографии в натуральную величину ещё восьми моделей, иллюстрирующих интересные художественные решения[4].
- 31 октября — была нарисована первая в истории пешеходная «зебра». В 1946 году британское правительство создало в Лэнгли, Беркшир[англ.] «Исследовательскую лабораторию дорожного движения». В соседнем городке Слау сотрудники лаборатории ставили эксперименты по улучшению организации дорожного движения. Как оказалось, в качестве обозначения перехода, «зебра» лучше всего видна и понятна водителям. Через три года там же, уже на постоянной основе были внедрены новые знаки, дорожная разметка, светофоры. Длительный эксперимент показал снижение дорожно-транспортных происшествий, и «зебра», помимо прочего, была одобрена для общенационального применения[5].